# 高元联合县
高元联合县，中华民国大陆时期旧县名。
冀中解放区设。1945年由河北省高邑、元氏两县析置。以两县首字为名（1944年3月成立高元联合县抗日民主政府，1945年11月撤销）。1946年划归太行解放区。1949年撤销，仍归高邑、元氏两县。